# NGC 2646
NGC 2646 је спирална галаксија у сазвежђу Жирафа која се налази на NGC листи објеката дубоког неба.
Деклинација објекта је + 73° 27' 46" а ректасцензија 8h 50m 21,8s. Привидна величина (магнитуда) објекта NGC 2646 износи 12,2 а фотографска магнитуда 13,2. NGC 2646 је још познат и под ознакама UGC 4604, MCG 12-9-19, CGCG 332-19, ARAK 180, CGCG 331-69, PGC 24838.